# Florești, Bistrița-Năsăud
Florești, mai demult Vireag, (în maghiară Virágosberek, în trad. „Crâng înflorat”), este un sat în comuna Nimigea din județul Bistrița-Năsăud, Transilvania, România.

## Istorie
- Satul Florești este atestat documentar în 1325 sub numele Vylagusberk
- Satul a fost ctitorit de familia de nobili Világosberk .
- În Florești exista o populație maghiară adusă din Șintereag
- La sfârșitul secolului al XX-lea s-au mutat în sat mulți romi.

### Nume
Etimologia numelui provine din limba maghiară. De-a lungul timpului este prezent în două forme Világos Berek (crâng luminos) și Virágosberek (crâng cu flori). Populația românească venită mai târziu a adaptat numele conform propriei fonetici, rezultând numele „Vireag”, colocvial : „Jireag”. Mai târziu denumirea a fost tradusă în limba română rezultând numele Florești.

## Demografie
Componența etnică a satului Florești
     Români (65,7%)
     Romi (33,9%)
     Maghiari (0,41%)
La recensământul din 2002 populația satului se ridica la 481 de lecuitori.
Dintre care s-au declarat : 316 (65,7%) Români, 163 (33,9%) Țigani, și 2 Maghiari (0,41%).

## Personalități
Originar din Vireag a fost Mihail Volach (Mihai Valahul), unul din cei cinci căpitani ai lui Antal Budai în cursul Răscoalei de la Bobâlna din anul 1437. Într-un protocol încheiat la 10 octombrie 1437 apare menționat ca Mychael Volach de Wyragosberk, alături de Johannes Mester de Cluswar.

## Obiectiv memorial
Monumentul Eroilor Români din Primul Război Mondial. Obeliscul memorial este amplasat în centrul satului, fiind ridicat în anul 1937, în memoria eroilor români din Primul Război Mondial, prin contribuția sătenilor, ale căror nume sunt înscrise pe fețele III și IV ale acestuia. Monumentul este din piatră, având o formă piramidală și se termină cu o cruce. Pe frontispiciul obeliscului este un înscris comemorativ: „În amintirea eroilor căzuți în războiul mondial,/ Comuna Florești/ 1914-1918. Pe fața opusă sunt inscripționate numele a 27 eroi români. 